# Fernando Soteras
Fernando Soteras Gimeno (Zaragoza, 1886-San Lorenzo de El Escorial, 1934), conocido por su seudónimo Mefisto, fue un periodista, crítico taurino y poeta español.

## Biografía

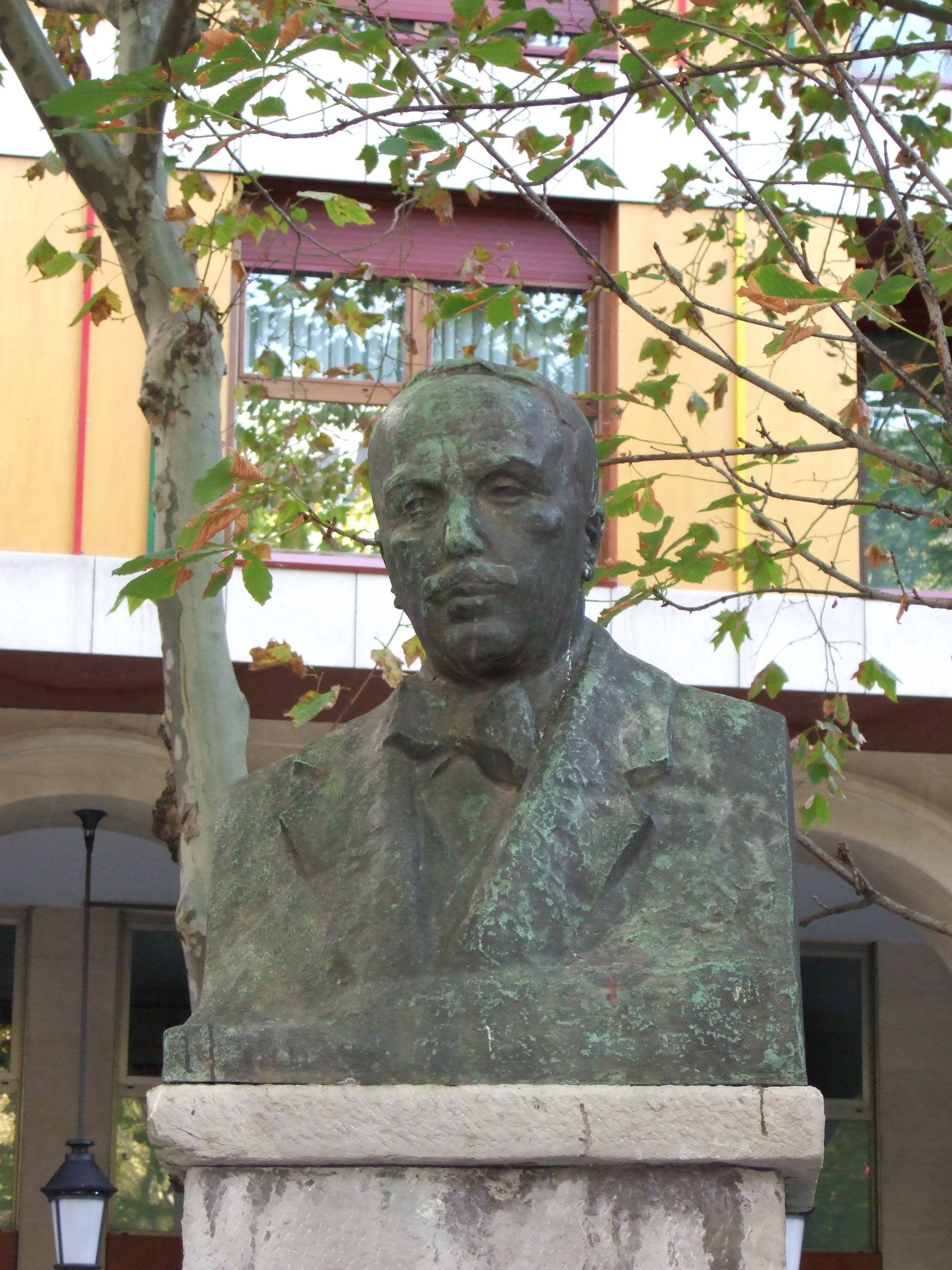
Monumento a Fernando Soteras en Zaragoza

Nacido el 3 de febrero de 1886 en Zaragoza, realizó estudios de veterinaria. Colaborador del diario Heraldo de Aragón, firmó textos con los seudónimos «Mefisto» y «Juan Gallardo».
Soteras, que cultivó la crítica taurina, falleció en San Lorenzo del Escorial el 18 de septiembre de 1934 en un paso a nivel, arrollado por un tren, en un accidente de automóvil en el que su hijo resultó herido y a causa del cual también falleció el torero Fausto Barajas.
Sus restos mortales habrían sido trasladados al cementerio zaragozano de La Cartuja. Durante la Segunda República se dio su nombre a una calle de Zaragoza. En dicha ciudad se instaló también un busto de Soteras.